# دارين والر
دارين والر (بالإنجليزية: Darren Waller)‏ هو لاعب كرة قدم أمريكية أمريكي، ولد في 13 سبتمبر 1992 في أكوورث في الولايات المتحدة.

## وصلات خارجية
- دارين والر على موقع إي إس بي إن.كوم (أن.أف.أل)3
- دارين والر على موقع مرجع كرة القدم المحترفة.كوم (الإنجليزية)
- دارين والر على موقع كلية كرة القدم في سبورتس رفرنس.كوم (الإنجليزية)